# Armenia ai Giochi della XXVI Olimpiade
L'Armenia partecipò ai Giochi della XXVI Olimpiade, svoltisi ad Atlanta, Stati Uniti, dal 19 luglio al 4 agosto 1996, con una delegazione di 32 atleti impegnati in undici discipline.